# Tour de France 2006
Le Tour de France 2006 est la 93e édition du Tour de France cycliste. Il s'est tenu du 1er juillet au 23 juillet 2006, sur 3 657,1 km. Il a été remporté par l'Espagnol Óscar Pereiro, après déclassement du vainqueur initial Floyd Landis pour dopage.

## Généralités
Il s'agit là du premier Tour post-Lance Armstrong qui, après 7 ans d'hégémonie, ne prendra pas le départ d'un Tour qui s'annonce très ouvert, d'autant plus que l'affaire Puerto a contraint les principaux favoris Ivan Basso, Jan Ullrich et Francisco Mancebo, respectivement deuxième, troisième et quatrième lors du Tour de France 2005, à ne pas se présenter au départ à la veille du prologue. De plus, Alexandre Vinokourov, le leader de l'équipe Astana-Würth a été contraint également de se retirer. Cela est dû au fait que cinq coureurs de son équipe étaient impliqués dans cette affaire de dopage. Bien que Vinokourov (sur la troisième marche du Tour en 2003) n'était pas directement impliqué, le règlement de l'UCI concernant les Grands Tours interdit à une équipe de prendre le départ avec seulement quatre coureurs, comme cela aurait été le cas sans les coureurs mis en cause dans l'affaire Puerto.
Le dopage, qui a entraîné la disqualification de neuf coureurs l'avant-veille du départ, rattrape le tour le 27 juillet 2006, par l'annonce de la présomption de dopage du maillot jaune Floyd Landis à la testostérone lors de la 17e étape du Tour de France 2006, confirmée le 5 août après la contre-expertise. Suivant ses règles, qui prévoient que seule la fédération nationale dont dépend un coureur est habilitée à prendre des sanctions contre lui, l'UCI a annoncé qu'elle demanderait à la Fédération américaine de cyclisme (USA Cycling) d'ouvrir une procédure disciplinaire contre le coureur américain. L'USA Cycling fit appel aux conclusions de l'USADA (agence antidopage des États-Unis) pour trancher le litige. Le 20 septembre 2007, la Cour d'Arbitrage Américaine a reconnu Floyd Landis coupable de dopage et l'a condamné à 2 ans de suspension sans appel possible de la décision.
Cette sentence devait faire disparaître Floyd Landis du palmarès de l'édition du Tour de France 2006 et permettre à Óscar Pereiro d'être déclaré vainqueur de l'épreuve.
Une cérémonie officielle a eu lieu le 15 octobre 2007 à Madrid pour déclarer le nouveau champion Óscar Pereiro. Pereiro a été lui-même contrôlé positif au salbutamol, information révélée le 18 janvier 2007 par le quotidien Le Monde. Le salbutamol est interdit en compétition et a été retrouvé dans les urines de l'Espagnol. L'agence française de lutte contre le dopage (AFLD) a estimé que l'autorisation d'usage à des fins thérapeutiques délivrée par l'UCI ne repose pas sur des justifications médicales suffisantes. Le 25 janvier 2007, l'agence antidopage de France déclara le cas de Pereiro clos, l'Espagnol ayant soumis assez de documents pour expliquer sa consommation de salbutamol. Pereiro est officiellement vainqueur du Tour de France 2006.

## Parcours

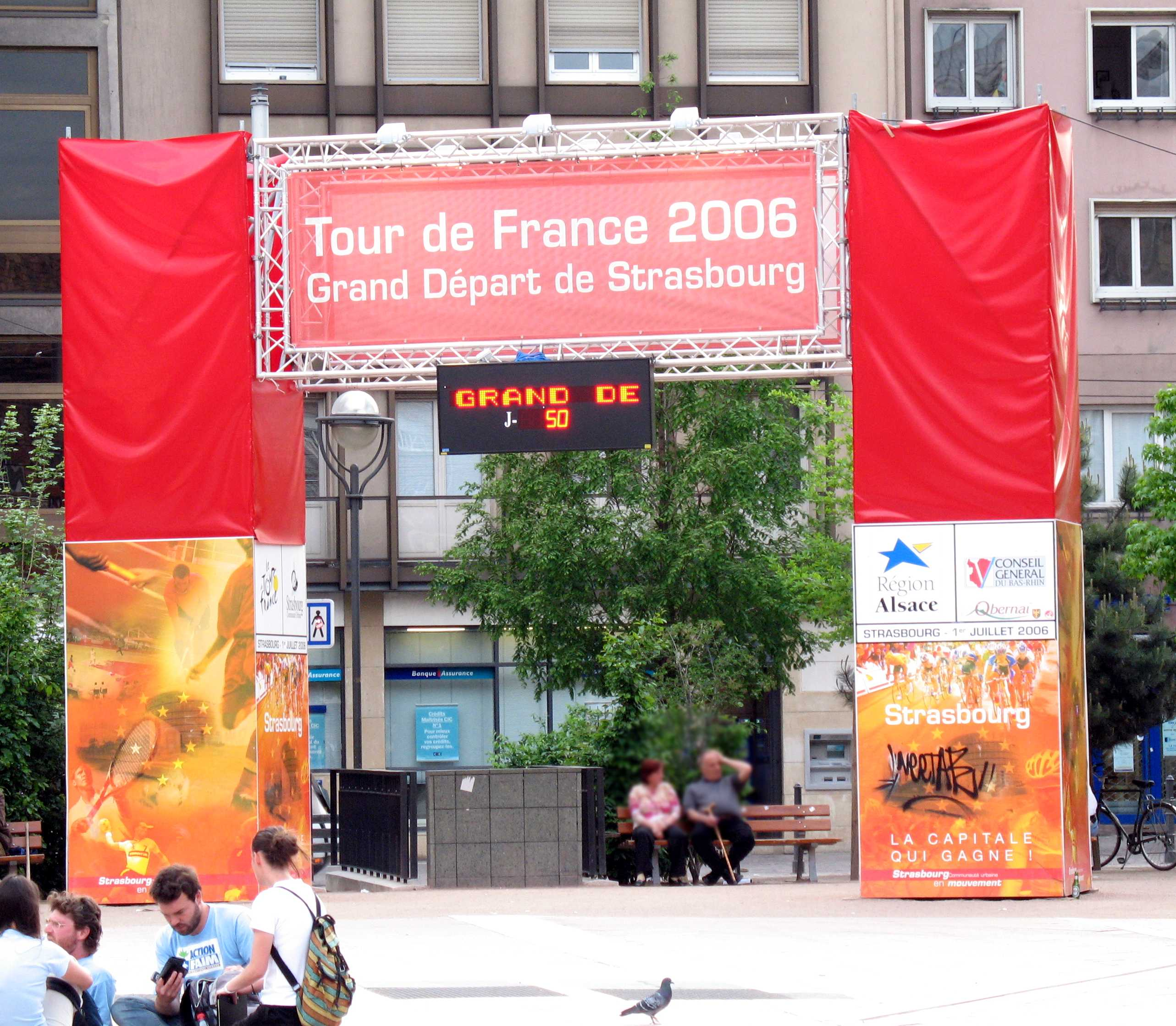
Dispositif place Kléber à Strasbourg indiquant le nombre de jours avant le départ du Tour de France 2006

Tout commence par le prologue dans la ville de Strasbourg avant d'attaquer une étape sur un parcours en boucle autour de Strasbourg, en Alsace et en Allemagne puis de rejoindre les Pays-Bas avec une arrivée à Fauquemont et un passage par les Ardennes belges, peu après le sommet du Cauberg, puis suivent des étapes de plaine. L'absence de contre-la-montre par équipes profitera sans doute aux sprinters qui auront l'occasion de prendre le maillot jaune en première semaine (sauf échappée victorieuse) et aux leaders qui n'ont pas une équipe de rouleurs. Ensuite viendra le premier grand rendez-vous de ce Tour de France avec le premier grand contre-la-montre individuel puis les Pyrénées dans lesquels aucun coureur ne gagnera le Tour mais où certains le perdront déjà. Ensuite les journées des échappées avec les étapes de transition puis les Alpes avec pour première grande étape l'Izoard, le Lautaret puis la montée finale vers L'Alpe d'Huez et le lendemain, entre autres, le Galibier et ses 2 645 mètres d'altitude mais qui sera grimpé par son versant le moins difficile : le Lautaret. Avant une dernière étape de montagne qui ressemble fort à celle de 2000 avec la victoire de Richard Virenque et la légère défaillance de Lance Armstrong avec les Saisies, les Aravis, la Colombière puis pour finir Joux-Plane puis une descente vers Morzine puis deux jours plus tard, l'avant dernière étape : un contre-la-montre individuel entre Le Creusot et Montceau-les-Mines, soit la réplique du dernier contre-la-montre de 1998 remporté par Jan Ullrich qui en cas de nouveau podium égalerait le record de Raymond Poulidor avec 8 et en cas de 2e place celui de Joop Zoetemelk avec 6. Et enfin le dernier jour, l'étape prestigieuse des Champs-Élysées où Alexandre Vinokourov a montré l'année précédente que les sprinters n'étaient pas imbattables mais où ils se disputeront les derniers points pour la conquête du maillot vert.

## Participation

### Équipes sélectionnées
| ProTeams (19)- Discovery Channel - CSC - T-Mobile - AG2R Prévoyance - Gerolsteiner - Rabobank - Davitamon-Lotto - Phonak Hearing Systems - Lampre-Fondital - Caisse d'Épargne-Illes Balears - Quick Step-Innergetic - Crédit agricole - Euskaltel-Euskadi - Cofidis-Le Crédit par Téléphone - Saunier Duval-Prodir - La Française des jeux - Liquigas - Bouygues Télécom - Team Milram Équipe continentale professionnelle- Agritubel |
| |

## Déroulement de la course

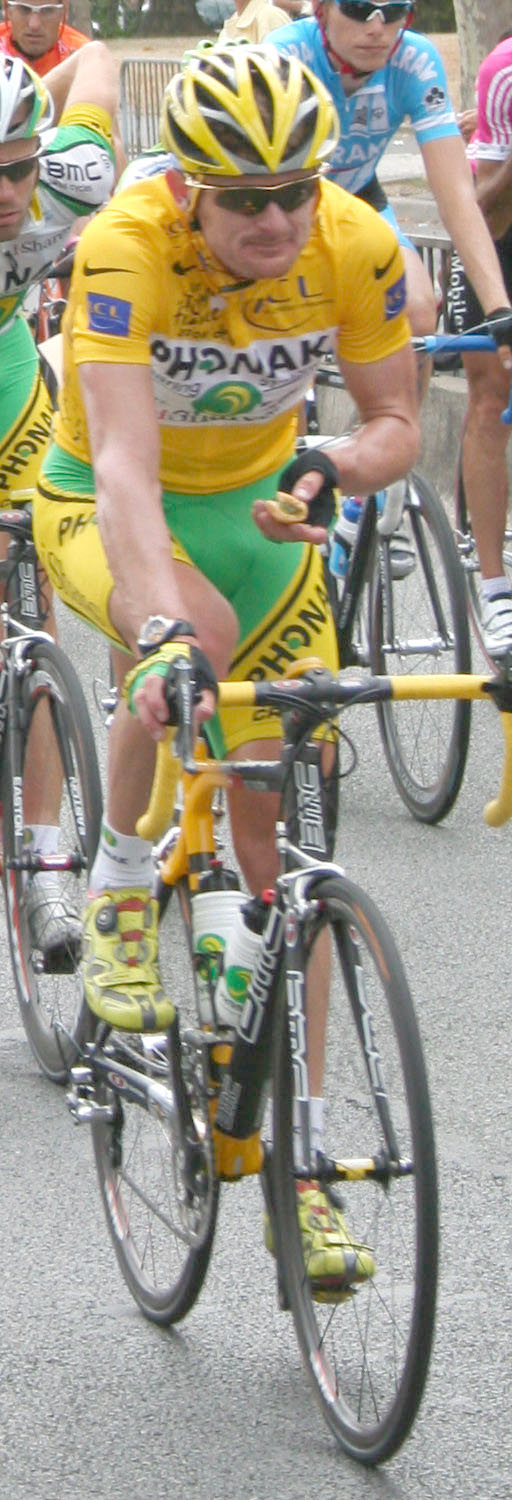
Floyd Landis sur la dernière étape

Cette édition du Tour de France fait parler d'elle déjà avant le départ. En effet, l'affaire Puerto qui éclabousse le cyclisme espagnol empêche de sérieux candidats à la victoire finale, comme les favoris Jan Ullrich, Alexandre Vinokourov et Ivan Basso, de prendre le départ. L'équipe Astana-Würth, ayant beaucoup de coureurs impliqués dans cette affaire, se retrouve contrainte de ne pas prendre le départ par manque d'effectif, le règlement stipulant qu'il faut un minimum de 5 coureurs pour prendre le grand départ, et qu'un coureur écarté pour suspicion de dopage ne peut être remplacé.
La première semaine contenant les étapes de plat, c'est sans surprise qu'elles sont remportées par des sprinteurs. Néanmoins, le champion du monde Tom Boonen ne parvient pas à s'imposer, Robbie McEwen gagnant trois étapes. En outre, un autre favori du Tour, Alejandro Valverde, abandonne sur chute lors de la 3e étape.
Le 12 juillet arrive la première étape de montagne dans les Pyrénées ; le coureur espagnol Juan Miguel Mercado, rescapé de l'échappée avec la révélation française de ce tour Cyril Dessel, s'impose. Il prend la tête du classement général ainsi que de celui de la montagne.
Le lendemain, l'échappée du jour est rattrapée dans le dernier col, le Russe Denis Menchov s'imposant au sprint devant les Américains Levi Leipheimer et Floyd Landis. Ce dernier récupère le maillot jaune pour 8 secondes, aux dépens de Cyril Dessel.
S'ensuivent deux étapes de transition dont la 13e étape qui voit l'Espagnol Óscar Pereiro alors 46e du classement général à près de 29 minutes et son compagnon d'échappée Jens Voigt, vainqueur de l'étape, devancer de près de 30 minutes le peloton. Pereiro s'empare par conséquent du maillot jaune.
La première étape alpestre entre Gap et L'Alpe d'Huez voit le Luxembourgeois Fränk Schleck, dernier rescapé de l'échappée avec l'Italien Damiano Cunego, s'imposer. Au classement général, Óscar Pereiro, qui a moins bien monté que Floyd Landis, perd son maillot jaune pour 10 secondes.
Le 19 juillet a lieu la seconde étape alpestre. Lors la montée finale vers La Toussuire, Floyd Landis est victime d'une terrible défaillance et termine à 10 minutes du vainqueur Michael Rasmussen auteur d'une longue échappée. L'Américain plonge au classement et se retrouve onzième à 8 min 8 s de Óscar Pereiro qui récupère le maillot jaune.
Le lendemain, Floyd Landis, dans une réaction d'orgueil, tente le tout pour le tout et sort du peloton dès la première ascension. Il rattrape dans un premier temps un petit groupe de coureurs échappés à plus de 6 minutes puis creuse l'écart jusqu'à 9 min 30 s. Dans la seule portion plate, le peloton revient au mieux à 6 minutes. Cet écart de 6 minutes est également l'écart final qui le sépare du second de l'étape Carlos Sastre, également 2e du général. Óscar Pereiro termine à 7 minutes de Floyd Landis, mais reste en tête du classement général. Landis réalise une bonne opération et remonte à la 3e place du classement général à 30 secondes seulement de Pereiro et redevient le grand favori.
Lors de l'avant-dernière étape, le contre-la-montre entre Le Creusot et Montceau-les-Mines joue le rôle de juge de paix entre les favoris pour la victoire finale. Landis, le plus rouleur des trois premiers, parvient à réaliser un bon contre-la-montre et reprend la tête du classement général, Óscar Pereiro qui s'est donné au maximum parvient à limiter les dégâts et se retrouve 2e à 59 secondes. Carlos Sastre réalise un temps très médiocre au contre-la-montre, étant relégué à la 4e place. Andreas Klöden, auteur du 2d temps de l'étape derrière le chrono explosif de son coéquipier Serhiy Honchar accède à la 3e place. Damiano Cunego réalise, lui aussi, un excellent temps, lui permettant de garder le maillot de meilleur jeune conquis la veille à l'Allemand Markus Fothen qui le portait depuis la première semaine du Tour.
Le 23 juillet, sur les Champs Élysées, le sprinteur norvégien Thor Hushovd, qui avait remporté le prologue, remporte l'étape. Aucun changement n'intervient dans les classements annexes. C'est donc Floyd Landis qui succède à son compatriote Lance Armstrong et monte sur la 1re marche du podium. Mais à l'issue d'une procédure judiciaire de 14 mois le reconnaissant coupable d'usage de produits dopants, le coureur américain est déchu de son titre au profit de son dauphin, Óscar Pereiro. McEwen, très largement, remporte le maillot vert.

## Étapes
| Étape,    | Date             | Villes étapes                                    |                             | Distance (km)         | Vainqueur d’étape     | Leader du classement général |
| --------- | ---------------- | ------------------------------------------------ | --------------------------- | --------------------- | --------------------- | ---------------------------- |
| Prologue  | sam. 1er juillet | Strasbourg – Strasbourg                          | Contre-la-montre individuel | 7,1                   | Thor Hushovd          | Thor Hushovd                 |
| 1re étape | dim. 2 juillet   | Strasbourg – Strasbourg                          | Étape de plaine             | 184,5                 | Jimmy Casper          | George Hincapie              |
| 2e étape  | lun. 3 juillet   | Obernai – Esch-sur-Alzette (LUX)                 | Étape de plaine             | 228,5                 | Robbie McEwen         | Thor Hushovd                 |
| 3e étape  | mar. 4 juillet   | Esch-sur-Alzette (LUX) – Valkenburg (NED)        | Étape accidentée            | 216,5                 | Matthias Kessler      | Tom Boonen                   |
| 4e étape  | mer. 5 juillet   | Huy (BEL) – Saint-Quentin                        | Étape de plaine             | 207                   | Robbie McEwen         | Tom Boonen                   |
| 5e étape  | jeu. 6 juillet   | Beauvais – Caen                                  | Étape de plaine             | 225                   | Óscar Freire          | Tom Boonen                   |
| 6e étape  | ven. 7 juillet   | Lisieux – Vitré                                  | Étape de plaine             | 189                   | Robbie McEwen         | Tom Boonen                   |
| 7e étape  | sam. 8 juillet   | Saint-Grégoire – Rennes                          | Contre-la-montre individuel | 52                    | Serhiy Honchar        | Serhiy Honchar               |
| 8e étape  | dim. 9 juillet   | Saint-Méen-le-Grand – Lorient                    | Étape de plaine             | 181                   | Sylvain Calzati       | Serhiy Honchar               |
|           | lun. 10 juillet  | Bordeaux                                         | Jour de repos               | Journée de repos no 1 | Journée de repos no 1 | Journée de repos no 1        |
| 9e étape  | mar. 11 juillet  | Bordeaux – Dax                                   | Étape de plaine             | 169,5                 | Óscar Freire          | Serhiy Honchar               |
| 10e étape | mer. 12 juillet  | Cambo-les-Bains – Pau                            | Étape de montagne           | 190,5                 | Juan Miguel Mercado   | Cyril Dessel                 |
| 11e étape | jeu. 13 juillet  | Tarbes – Val d'Aran - Pla de Beret (ESP)         | Étape de montagne           | 206,5                 | Denis Menchov         | Cyril Dessel                 |
| 12e étape | ven. 14 juillet  | Luchon – Carcassonne                             | Étape accidentée            | 211,5                 | Yaroslav Popovych     | Cyril Dessel                 |
| 13e étape | sam. 15 juillet  | Béziers – Montélimar                             | Étape de plaine             | 230                   | Jens Voigt            | Óscar Pereiro                |
| 14e étape | dim. 16 juillet  | Montélimar – Gap                                 | Étape de montagne           | 180,5                 | Pierrick Fédrigo      | Óscar Pereiro                |
|           | lun. 17 juillet  | Gap                                              | Jour de repos               | Journée de repos no 2 | Journée de repos no 2 | Journée de repos no 2        |
| 15e étape | mar. 18 juillet  | Gap – L'Alpe d'Huez                              | Étape de montagne           | 187                   | Fränk Schleck         | Óscar Pereiro                |
| 16e étape | mer. 19 juillet  | Le Bourg-d'Oisans – La Toussuire                 | Étape de montagne           | 182                   | Michael Rasmussen     | Óscar Pereiro                |
| 17e étape | jeu. 20 juillet  | Saint-Jean-de-Maurienne – Morzine                | Étape de montagne           | 200,5                 | Carlos Sastre         | Óscar Pereiro                |
| 18e étape | ven. 21 juillet  | Morzine – Mâcon                                  | Étape de plaine             | 197                   | Matteo Tosatto        | Óscar Pereiro                |
| 19e étape | sam. 22 juillet  | Le Creusot – Montceau-les-Mines                  | Contre-la-montre individuel | 56                    | Serhiy Honchar        | Óscar Pereiro                |
| 20e étape | dim. 23 juillet  | Antony - Parc de Sceaux – Paris - Champs-Élysées | Étape de plaine             | 152                   | Thor Hushovd          | Óscar Pereiro                |

## Classements

### Classement général final
Floyd Landis a terminé en tête en 89 h 39 min 30 s. Avant son déclassement, le podium était complété par Óscar Pereiro à 57 s et Andreas Klöden à 1 min 29 s. L'Espagnol se voit par la suite déclaré vainqueur de l'épreuve et compte parmi les plus grandes surprises de l'histoire du Tour. Les autres coureurs disqualifiés sont dans un premier temps Levi Leipheimer (initialement 13e à 18 min 25 s), George Hincapie (32e à 1 h 10 min 17 s) et David Zabriskie (75e à 2 h 32 min 49 s). À la suite du reclassement des coureurs pour compléter le top 20, les 21e et 22e places sont laissées vacantes (correspondant aux disqualifications respectives de Landis et Leipheimer). Michael Boogerd (initialement 14e à 18 min 49 s), disqualifié plus tard, voit sa place au moment de sa disqualification (12e à 17 min 52 s) rester vacante.
| Classement général | Classement général                            | Classement général    | Classement général                                    | Classement général  |
|                    | Coureur                                       | Pays                  | Équipe                                                | Temps               |
| ------------------ | --------------------------------------------- | --------------------- | ----------------------------------------------------- | ------------------- |
| 1er                | Floyd Landis Óscar Pereiro                    | États-Unis Espagne    | Phonak Hearing Systems Caisse d’Épargne-Illes Balears | en 89 h 40 min 27 s |
| 2e                 | Andreas Klöden                                | Allemagne             | T-Mobile                                              | + 32 s              |
| 3e                 | Carlos Sastre                                 | Espagne               | CSC                                                   | + 2 min 16 s        |
| 4e                 | Cadel Evans                                   | Australie             | Davitamon-Lotto                                       | + 4 min 11 s        |
| 5e                 | Denis Menchov                                 | Russie                | Rabobank                                              | + 6 min 9 s         |
| 6e                 | Cyril Dessel                                  | France                | AG2R Prévoyance                                       | + 7 min 44 s        |
| 7e                 | Christophe Moreau                             | France                | AG2R Prévoyance                                       | + 8 min 40 s        |
| 8e                 | Haimar Zubeldia                               | Espagne               | Euskaltel-Euskadi                                     | + 11 min 8 s        |
| 9e                 | Michael Rogers                                | Australie             | T-Mobile                                              | + 14 min 10 s       |
| 10e                | Fränk Schleck                                 | Luxembourg            | CSC                                                   | + 16 min 49 s       |
| 11e                | Damiano Cunego                                | Italie                | Lampre-Fondital                                       | + 18 min 22 s       |
| 12e                | Levi Leipheimer Michael Boogerd Place vacante | États-Unis Pays-Bas — | Gerolsteiner Rabobank —                               |                     |
| 13e                | Marcus Fothen                                 | Allemagne             | Gerolsteiner                                          | + 19 min 0 s        |
| 14e                | Pietro Caucchioli                             | Italie                | Crédit Agricole                                       | + 20 min 15 s       |
| 15e                | Tadej Valjavec                                | Slovénie              | Lampre-Fondital                                       | + 25 min 28 s       |
| 16e                | Michael Rasmussen                             | Danemark              | Rabobank                                              | + 27 min 36 s       |
| 17e                | José Azevedo                                  | Portugal              | Discovery Channel                                     | + 37 min 11 s       |
| 18e                | Marzio Bruseghin                              | Italie                | Lampre-Fondital                                       | + 42 min 8 s        |
| 19e                | David Arroyo                                  | Espagne               | Caisse d’Épargne-Illes Balears                        | + 43 min 3 s        |
| 20e                | Patxi Vila                                    | Espagne               | Lampre-Fondital                                       | + 43 min 31 s       |
| 21e                | Place vacante                                 | —                     | —                                                     |                     |
| 22e                | Place vacante                                 | —                     | —                                                     |                     |
| 23e                | Patrick Sinkewitz                             | Allemagne             | T-Mobile                                              | + 48 min 4 s        |
| 24e                | Christian Vande Velde                         | États-Unis            | CSC                                                   | + 49 min 22 s       |
| 25e                | Yaroslav Popovych                             | Ukraine               | Discovery Channel                                     | + 51 min 5 s        |
| modifier           |                                               |                       |                                                       |                     |

### Classements annexes finals
| Classement par points | Classement par points      | Classement par points | Classement par points    | Classement par points |
| --------------------- | -------------------------- | --------------------- | ------------------------ | --------------------- |
|                       | Coureur                    | Pays                  | Équipe                   | Point(s)              |
| 1er                   | Robbie McEwen              | Australie             | Davitamon-Lotto          | 288 points            |
| 2e                    | Erik Zabel                 | Allemagne             | Milram                   | 199 pts               |
| 3e                    | Thor Hushovd               | Norvège               | Crédit Agricole          | 195 pts               |
| 4e                    | Bernhard Eisel             | Autriche              | La Française des Jeux    | 176 pts               |
| 5e                    | Luca Paolini               | Italie                | Liquigas-Bianchi         | 174 pts               |
| 6e                    | Iñaki Isasi                | Espagne               | Euskaltel-Euskadi        | 130 pts               |
| 7e                    | Francisco Ventoso          | Espagne               | Saunier Duval-Prodir     | 128 pts               |
| 8e                    | Cristian Moreni            | Italie                | Cofidis                  | 116 pts               |
| 9e                    | Jimmy Casper               | France                | Cofidis                  | 98 pts                |
| 10e                   | Floyd Landis Place vacante | États-Unis —          | Phonak Hearing Systems — |                       |
| modifier              |                            |                       |                          |                       |

| Classement du meilleur grimpeur | Classement du meilleur grimpeur | Classement du meilleur grimpeur | Classement du meilleur grimpeur | Classement du meilleur grimpeur |
| ------------------------------- | ------------------------------- | ------------------------------- | ------------------------------- | ------------------------------- |
|                                 | Coureur                         | Pays                            | Équipe                          | Point(s)                        |
| 1er                             | Michael Rasmussen               | Danemark                        | Rabobank                        | 166 points                      |
| 2e                              | Floyd Landis Place vacante      | États-Unis —                    | Phonak Hearing Systems —        |                                 |
| 3e                              | David de la Fuente              | Espagne                         | Saunier Duval-Prodir            | 113 pts                         |
| 4e                              | Carlos Sastre                   | Espagne                         | CSC                             | 99 pts                          |
| 5e                              | Fränk Schleck                   | Luxembourg                      | CSC                             | 96 pts                          |
| 6e                              | Michael Boogerd Place vacante   | Pays-Bas —                      | Rabobank —                      |                                 |
| 7e                              | Damiano Cunego                  | Italie                          | Lampre-Fontidal                 | 80 pts                          |
| 8e                              | Cyril Dessel                    | France                          | AG2R Prévoyance                 | 72 pts                          |
| 9e                              | Levi Leipheimer Place vacante   | États-Unis —                    | Gerolsteiner —                  |                                 |
| 10e                             | Andreas Klöden                  | Allemagne                       | T-Mobile                        | 64 pts                          |
| modifier                        |                                 |                                 |                                 |                                 |

| Classement général du meilleur jeune | Classement général du meilleur jeune | Classement général du meilleur jeune | Classement général du meilleur jeune | Classement général du meilleur jeune |
|                                      | Coureur                              | Pays                                 | Équipe                               | Temps                                |
| ------------------------------------ | ------------------------------------ | ------------------------------------ | ------------------------------------ | ------------------------------------ |
| 1er                                  | Damiano Cunego                       | Italie                               | Lampre-Fontidal                      | en 89 h 58 min 49 s                  |
| 2e                                   | Markus Fothen                        | Allemagne                            | Gerolsteiner                         | + 38 s                               |
| 3e                                   | Matthieu Sprick                      | France                               | Bouygues Telecom                     | + 1 h 29 min 12 s                    |
| 4e                                   | David de la Fuente                   | Espagne                              | Saunier Duval-Prodir                 | + 1 h 36 min 0 s                     |
| 5e                                   | Moisés Dueñas                        | Espagne                              | Agritubel                            | + 1 h 48 min 40 s                    |
| 6e                                   | Thomas Lövkvist                      | Suède                                | La Française des Jeux                | + 1 h 52 min 54 s                    |
| 7e                                   | Francisco Ventoso                    | Espagne                              | Saunier Duval-Prodir                 | + 2 h 22 min 3 s                     |
| 8e                                   | Joost Posthuma                       | Pays-Bas                             | Rabobank                             | + 2 h 32 min 41 s                    |
| 9e                                   | Benoît Vaugrenard                    | France                               | La Française des Jeux                | + 2 h 33 min 12 s                    |
| 10e                                  | Pieter Weening                       | Pays-Bas                             | Rabobank                             | + 2 h 36 min 44 s                    |
| modifier                             |                                      |                                      |                                      |                                      |

| Classement par équipes | Classement par équipes         | Classement par équipes | Classement par équipes |
|                        | Équipe                         | Pays                   | Temps                  |
| ---------------------- | ------------------------------ | ---------------------- | ---------------------- |
| 1re                    | T-Mobile                       | Allemagne              | en 269 h 8 min 46 s    |
| 2e                     | CSC                            | Danemark               | + 17 min 4 s           |
| 3e                     | Rabobank                       | Pays-Bas               | + 23 min 26 s          |
| 4e                     | AG2R Prévoyance                | France                 | + 33 min 19 s          |
| 5e                     | Caisse d’Épargne-Illes Balears | Espagne                | + 56 min 53 s          |
| 6e                     | Lampre-Fontidal                | Italie                 | + 57 min 37 s          |
| 7e                     | Gerolsteiner                   | Allemagne              | + 1 h 45 min 25 s      |
| 8e                     | Discovery Channel              | États-Unis             | + 2 h 19 min 17 s      |
| 9e                     | Euskaltel-Euskadi              | Espagne                | + 2 h 26 min 38 s      |
| 10e                    | Phonak Hearing Systems         | Suisse                 | + 2 h 49 min 6 s       |
| modifier               |                                |                        |                        |

#### Prix de la combativité
- David de la Fuente  (Saunier-Duval-Prodir)[18]

### Évolution des classements
| Étape              | Vainqueur           | Classement général | Classement par points | Classement de la montagne | Classement du meilleur jeune | Classement par équipes | Prix de la combativité |
| ------------------ | ------------------- | ------------------ | --------------------- | ------------------------- | ---------------------------- | ---------------------- | ---------------------- |
| P                  | Thor Hushovd        | Thor Hushovd       | Thor Hushovd          | non décerné               | Joost Posthuma               | Discovery Channel      | non décerné            |
| 1                  | Jimmy Casper        | George Hincapie    | Jimmy Casper          | Fabian Wegmann            | Benoît Vaugrenard            | Discovery Channel      | Walter Bénéteau        |
| 2                  | Robbie McEwen       | Thor Hushovd       | Robbie McEwen         | David de la Fuente        | Benoît Vaugrenard            | Discovery Channel      | David de la Fuente     |
| 3                  | Matthias Kessler    | Tom Boonen         | Tom Boonen            | Jérôme Pineau             | Markus Fothen                | Discovery Channel      | José Luis Arrieta      |
| 4                  | Robbie McEwen       | Tom Boonen         | Robbie McEwen         | Jérôme Pineau             | Markus Fothen                | Discovery Channel      | Egoi Martínez          |
| 5                  | Óscar Freire        | Tom Boonen         | Robbie McEwen         | Jérôme Pineau             | Markus Fothen                | Discovery Channel      | Samuel Dumoulin        |
| 6                  | Robbie McEwen       | Tom Boonen         | Robbie McEwen         | Jérôme Pineau             | Benoît Vaugrenard            | Discovery Channel      | Anthony Geslin         |
| 7                  | Serhiy Honchar      | Serhiy Honchar     | Robbie McEwen         | Jérôme Pineau             | Markus Fothen                | T-Mobile               | non décerné            |
| 8                  | Sylvain Calzati     | Serhiy Honchar     | Robbie McEwen         | Jérôme Pineau             | Markus Fothen                | T-Mobile               | Sylvain Calzati        |
| 9                  | Óscar Freire        | Serhiy Honchar     | Robbie McEwen         | Jérôme Pineau             | Markus Fothen                | T-Mobile               | Christian Knees        |
| 10                 | Juan Miguel Mercado | Cyril Dessel       | Robbie McEwen         | Cyril Dessel              | Markus Fothen                | AG2R Prévoyance        | Juan Miguel Mercado    |
| 11                 | Denis Menchov       | Floyd Landis       | Robbie McEwen         | David de la Fuente        | Markus Fothen                | T-Mobile               | David de la Fuente     |
| 12                 | Yaroslav Popovych   | Floyd Landis       | Robbie McEwen         | David de la Fuente        | Markus Fothen                | T-Mobile               | Daniele Bennati        |
| 13                 | Jens Voigt          | Óscar Pereiro      | Robbie McEwen         | David de la Fuente        | Markus Fothen                | CSC                    | Jens Voigt             |
| 14                 | Pierrick Fédrigo    | Óscar Pereiro      | Robbie McEwen         | David de la Fuente        | Markus Fothen                | CSC                    | Salvatore Commesso     |
| 15                 | Fränk Schleck       | Floyd Landis       | Robbie McEwen         | David de la Fuente        | Markus Fothen                | CSC                    | Stefano Garzelli       |
| 16                 | Michael Rasmussen   | Óscar Pereiro      | Robbie McEwen         | Michael Rasmussen         | Markus Fothen                | CSC                    | Michael Rasmussen      |
| 17                 | Carlos Sastre       | Óscar Pereiro      | Robbie McEwen         | Michael Rasmussen         | Damiano Cunego               | T-Mobile               | Floyd Landis           |
| 18                 | Matteo Tosatto      | Óscar Pereiro      | Robbie McEwen         | Michael Rasmussen         | Damiano Cunego               | T-Mobile               | Levi Leipheimer        |
| 19                 | Serhiy Honchar      | Floyd Landis       | Robbie McEwen         | Michael Rasmussen         | Damiano Cunego               | T-Mobile               | non décerné            |
| 20                 | Thor Hushovd        | Floyd Landis       | Robbie McEwen         | Michael Rasmussen         | Damiano Cunego               | T-Mobile               | Aitor Hernández        |
| Classements finals | Classements finals  | Óscar Pereiro      | Robbie McEwen         | Michael Rasmussen         | Damiano Cunego               | T-Mobile               | David de la Fuente     |